# 佛德角人
佛德角人（英語：Cape Verdeans），是佛得角的公民，佛得角是一個由大西洋中部群島組成的島國。佛德角人的特點在於全部國民祖先源於移民，沒有所謂的原住民。

## 種族團體
當葡萄牙人於 1456 年登陸佛德角群島時，佛得角群島無人居住。來自鄰近西非的黑奴和阿拉伯人被帶到島上，在葡萄牙種植園工作。因此，許多佛得角人是混血兒（葡萄牙語為麥士蒂可人）。歐裔人的祖先還包括意大利人和法國人。佛德角最後一次統計種族起源是在1950年的人口普查。
當時葡萄牙帝國授予土地給意大利海員，其次是葡萄牙定居者、流放者和作為宗教裁判所受害者的葡萄牙猶太人。許多來自世界其他地區的外國人把佛得角作為他們的永久國家。他們中的大多數是荷蘭人、法國人、英國人、西班牙人、英國人、阿拉伯人和猶太人（來自黎巴嫩和摩洛哥）。
一項基因研究表明，佛得角人口的血統主要是父系歐洲血統和母系非洲血統。佛得角的大多數人都是混血兒。

## 移民
在1975年獨立之前，成千上萬的人從遭受旱災的葡萄牙佛得角（以前是葡萄牙海外省份）移居國外。因為這些人是使用葡萄牙護照抵達的，所以他們被當局登記為葡萄牙移民。今天，居住在國外的佛得角人比佛得角本身還多，巴西和美國有大量的佛得角人社區（102,000佛得角人後裔生活在美國，主要集中在新英格蘭海岸 ，羅德島州，馬薩諸塞州的新貝德福德）。
2008 年，葡萄牙國家統計局估計有68,145名佛得角人合法居住在葡萄牙。 這佔“在該國合法居住的所有外國人的15.7%。”

## 語言
葡萄牙語是佛德角官方語言，也是教學和政府語言。

## 宗教
93%佛德角人是天主教徒，5%人口是新教徒。其他宗教團體包括基督復臨安息日會、耶穌基督後期聖徒教會（摩門教）、上帝召會、上帝王國的普世教會、新使徒教會以及其他各種五旬節派和福音派團體。還有小型巴哈伊社區和小型穆斯林社區。無神論者的人數估計不到總人口的1%。